# Ginny Hoffman
Ginette Hoffman Ocampo (Ciudad de México, 15 de septiembre de 1971), conocida artísticamente como Ginny Hoffman, es una actriz mexicana. En su infancia, practicaba gimnasia para emular a Nadia Comăneci, pero desvió su camino, y en Chiquilladas se consolidó como estrella infantil al lado de Lucero, Carlitos Espejel, Aleks Syntek y Pierre Angelo.

## Carrera
En 1980 tuvo algunas participaciones en el programa Alegrías de medio día.[cita requerida]
En 1981, en México nace el primer oso panda en cautiverio llamado “Towi (Tohuí)” y allí interpretó el tema “Towi Panda”.
La década de 1980 vio nacer a una generación de actores infantiles que presentaban un espectáculo lleno de diversión llamado Chiquilladas, en el que parodiaban novelas, programas y hasta personalidades como Cantinflas, Lupita D'Alessio, José José, Lolita Ayala, Amanda Miguel, Jacobo Zabludovsky, Raúl Velasco y todos aquellos que estuvieran de moda en ese momento.
En octubre de 1984, visitó la ciudad de Lima, Perú, junto al elenco de Chiquilladas y la actriz María Antonieta de las Nieves –conocida por su personaje la Chilindrina de la teleserie El Chavo del 8– para participar en el Tele Festival del Vaso de Leche, organizado por el entonces alcalde de la ciudad de Lima, Alfonso Barrantes Lingán.[cita requerida]
En 1986, el elenco original de Chiquilladas se reúne en un programa especial de fin de año e interpretan todos el tema "Amigos".
Luego de ser una de las actrices principales en Chiquilladas, se retiró del programa y siguió como conductora en el programa Corre GC corre (1987), y como actriz en telenovelas como Dulce desafío, Tenías que ser tú y Las tontas no van al cielo. También, participó en la serie Mujer, casos de la vida real, y en el teatro participó en la obra Confesiones de mujeres de 30.[cita requerida]

## Trayectoria

### Series de televisión
- Como dice el dicho (2011) .... Coral Capítulo: “No dejes para mañana, lo que puedes hacer hoy”
- Adictos (2009) .... Temporada 1, episodio 17 “Robar”
- La rosa de Guadalupe.... Brenda Capítulo: “Amigas Por Siempre”
- Para ti que sueñas con ser estrella (2009) .... Invitada
- Incógnito (2005) .... Un sketch, episodio: "Cazafantasmas"
- Mujer, casos de la vida real (1996-2001) .... Capítulos: "En sueños" (2001), “Protegernos entre mujeres” (2001), “Las opciones” (1996)
- De nuez en cuando (1999-Repetición).... Invitada
- Derbez en cuando (1998).... Algunos sketches
- Baileson de Ritmo Son .... Conductora de algunos segmentos
- Papá soltero (1992) Capítulo “Quién te recomienda” .... Gina
- Corre GC Corre (1987) .... Conductora a lado del gato GC
- TNT .... Conductora
- Chiquilladas (1982-1987) .... Conductora/imitadora
- Sábados efectivos (1981)
- Alegría de mediodía (1980) .... Invitada
- Complicadísimo

### Telenovelas
- Sueño de amor (2016) .... Begoña Montoya de Contreras
- Camaleones (2009) .... Gabriela
- Las tontas no van al cielo (2008) .... Cecilia
- Así son ellas (2002) .... Rocío
- Tenías que ser tú (1992)
- Dulce desafío (1988-1989) .... Marcela Zedena

### Doblaje
- La leyenda de la nahuala (2007) …. Sra. López
- Young People's Specials (1984) …. Molly Bryson

### Otros
- Emma and Elvis (1993) …. McDermott

### Teatro
- Confesiones de mujeres de 30
- Anita la Huerfanita (1980), con Virma González, Sergio Bustamante y Armando Calvo (Teatro de los Insurgentes).

## Discos
Chiquilladas canta con sus amigos (1986, RCA Ariola Internacional México)
Lado A:
- He - Man  (Elenco Chiquilladas)
- La muñeca y el soldado (Marco Antonio Muñiz y Marichelo)[5]
- Mi tortuga (Pituka y Petaka)
- Pastel de amor (María del Sol y Elenco de Chiquilladas)[6]
- Contando Borreguitos (Anahí)[7]
- Un metro y veinte (Carlitos Espejel)

Lado B:
- Tic Tac del Amor (Emmanuel y Ginny Hoffman)[8]
- Bu! Que mello (Carlitos Espejel)
- A volar en zeppelin (Jorge Muñiz y Elenco de Chiquilladas)
- Quiero imaginar (Ginny Hoffman)
- Mi pajarillo (Pituka y Petaka)
- A todos los niños del mundo (Pedro Vargas y Elenco de Chiquilladas)[9]

Los chicos de la TV (1983 Musart Records)
Lado A:
- Los chicos de la TV (Todos)[10]
- Amárralo (Lucerito)
- Sobre los pizarrones (Chuchito)
- Pituka y Petaka (Pituka y Petaka)
- Juan el descuartizador (Ginny)

Lado B:
- Puras Chiquilladas (Todos)
- El chico más lindo del mundo (Ginny)
- Ella es chispita (Lucerito)
- El siglo XXX (Pituka y Petaka)
- Niña (Chuchito)

Towi panda (1981, Discos Musart)
Lado A:
- Towi panda[11]
- Trabalenguas
- Si
- Será porque te amo
- Viva la primavera

Lado B:
- El me mintió
- Pantalones rojos
- Es mi nombre primavera[12]
- Campirana
- En el parque de la paz

## Premios y nominaciones

### Premios TVyNovelas
| Año  | Categoría             | Telenovela   | Resultado |
| ---- | --------------------- | ------------ | --------- |
| 1986 | Mejor actriz infantil | Chiquilladas | Nominada  |
| 1984 | Mejor actriz infantil | Chiquilladas | Nominada  |

## Vida familiar
Está casada con el empresario Alberto Ocampo, con quien mantiene una relación amorosa desde noviembre del 2009. Anteriormente estuvo casada con Héctor Parra, del que tuvo a su hija Alexa Parra Hoffman.
También es media hermana de la muy conocida youtuber y actriz Mexicana Yoseline Hoffman más conocida como Yosstop.